# Кургинян, Эдуард Славикович
Эдуард Славикович Кургинян (род. 16 декабря 1986, Армавир, Краснодарский край) — российский самбист и дзюдоист, победитель и призёр розыгрышей Кубка России по самбо, чемпион России и Европы по самбо, призёр чемпионатов мира, победитель и призёр розыгрышей Кубка мира по самбо, победитель и призёр международных турниров, Заслуженный мастер спорта России (2011). Тренировался под руководством Рудольфа Бабояна. Выступал во второй средней (до 90 кг) и полутяжёлой (до 100 кг) весовых категориях.

## Спортивные результаты

### Чемпионаты России
- Чемпионат России по самбо 2006 года — ;
- Чемпионат России по самбо 2008 года — ;
- Чемпионат России по самбо 2009 года — ;
- Чемпионат России по самбо 2010 года — ;
- Чемпионат России по самбо 2011 года — ;
- Чемпионат России по самбо 2012 года — ;
- Чемпионат России по самбо 2014 года — ;
- Чемпионат России по самбо 2015 года — 5 место;
- Чемпионат России по самбо 2016 года — .
- Чемпионат России по самбо 2020 года — ;

### Розыгрыши Кубка России
- Кубок России по самбо 2007 года — ;
- Кубок России по самбо 2009 года — ;
- Кубок России по самбо 2011 года — ;
- Кубок России по самбо 2015 года — ;
- Кубок России по самбо 2016 года — ;
- Кубок России по самбо 2017 года — 5 место;